# 多农山
多农山（法語：Mont Donon）是孚日山脈北部的最高峰。